# دوق غلوستر
دوق غلوستر (بالإنجليزية: Duke of Gloucester)‏ هو من رتب النبلاء الإنجليز ولقب ملكي بريطاني غالبًا ما يمنح لأحد أبناء الملك الحاكم. أنشأها إدوارد الثالث.
مُنح اللقب لأول مرة لتوماس أوف وودستوك، الطفل الثالث عشر للملك إدوارد الثالث. ترك اللقب عند وفاته، كما حدث عند وفاة دوق الجيل الثاني، همفري من لانكستر، الابن الرابع للملك هنري الرابع.
منح اللقب بعد ذلك لريتشارد شقيق الملك إدوارد الرابع. عندما أصبح ريتشارد نفسه ملكًا، اندمجت الدوقية في التاج. بعد وفاة ريتشارد، اعتبر العنوان مشؤومًا، لأن أول ثلاثة من هؤلاء الدوقات ماتوا جميعًا دون أن يرثوا ألقابهم. لم يُمنح اللقب لأكثر من 150 عامًا حتى حصل على الدوقية هنري ستيوارت ابن الملك تشارلز الأول، والذي بوفاته ترك اللقب مرة أخرى.
الأمير ويليام، نجل الملكة آن المستقبلية، أطلق عليه لقب «دوق غلوستر» طوال حياته (1689 - 1700)، ولكن لم يتم إنشاؤه رسميًا على الإطلاق. تم تسمية فريدريك، أمير ويلز، باسم «دوق غلوستر» من عام 1718 إلى 1726، ولكن تم إنشاؤه بعد ذلك دوق إدنبرة بدلاً من غلوستر.
أنشأت بعد ذلك دوقية مزدوجة (وليس دوقيتين) لأخ الملك جورج الثالث، الأمير وليام هنري، وأصبح لقبه الصحيح «دوق غلوستر وإدنبرة».
كان الجيل الخامس والأخير للأمير هنري، الابن الثالث للملك جورج الخامس، على غرار صاحب السمو الملكي دوق غلوستر. عند وفاة الأمير هنري، ورث الدوقية ابنه الوحيد الباقي على قيد الحياة الأمير ريتشارد، الذي لا يزال يحمل اللقب. وريث العنوان هو ألكسندر وندسور، على غرار إيرل أولستر. التالي في خط الخلافة هو نجل إيرل أولستر، زان وندسور، المعروف بلقب جده الثالث، اللورد كولودن. سوف تتحول الدوقية الملكية إلى دوقية عادية عندما يرثها ألكسندر وندسور؛ بصفته حفيدًا لأحد الملك، لا يحق له الحصول على الأسلوب الملكي، وسيُطلق عليه لقب دوق غلوستر.